# Waben-Schilderwels
Der Waben-Schilderwels, auch Segel-Schilderwels (Pterygoplichthys gibbiceps, auch Glyptoperichthys gibbiceps oder Ancistrus gibbiceps) ist ein im oberen und mittleren Amazonasbecken sowie im Orinoko beheimateter Harnischwels aus der Gattung Pterygoplichthys.

## Merkmale
Der Fisch erreicht eine Körperlänge von bis zu 50 cm. Sein Körper ist von 28 bis 30 in Reihen angeordneter Knochenschilden bedeckt. Die Farbe ist braun mit zahlreichen schwarzen Flecken, die am Kopf kleiner sind und auf den Flossen in Reihen angeordnet sind. Die sehr große Rückenflosse hat einen führenden Stachelstrahl und 12 bis 13 Weichstrahlen. Die Afterflosse hat nach dem einzigen Stachelstrahl vier Weichstrahlen.

## Lebensweise
Waben-Schilderwelse sind dämmerungs- und nachtaktive Tiere, die in kleinen Schwärmen leben. Ihre natürliche Nahrung besteht aus Algen und Aufwuchs, Holz bzw. Cellulose, auch Eiweiß wird keinesfalls verschmäht. In freier Wildbahn ziehen diese Fische den Piranha-Schwärmen hinterher und fressen mit ihrem Raspelmaul Aas. Trotz ihrer imposanten Größe sind sie ausgesprochen friedfertig auch gegenüber sehr viel kleineren Fischarten.
Der Waben-Schilderwels kann bis zu über 50 cm groß werden, viele Tiere bleiben aber mit ca. 40 cm deutlich kleiner. Nach der Richtlinie des Bundesministeriums für Landwirtschaft und Ernährung zu artgerechten Haltungsbedingungen von Zierfischen, benötigt ein Waben-Schilderwels 7,5 Liter Wasser pro Zentimeter Fisch als Lebensraum, was je nach erreichter Endgröße Aquarien von 300 bis 375 Litern Fassungsvermögen als Mindestanforderung entspricht, welche aber eigentlich deutlich zu wenig ist, da sich der Fisch sonst im Becken gar nicht drehen kann. Zu empfehlen ist eine Beckengröße ab 1200 Liter, besonders wenn er in Gesellschaft gehalten wird. Im Handel werden diese Tiere oftmals mit wenigen Zentimetern verkauft, wachsen aber in den ersten Jahren sehr schnell. Im Aquarium können die Tiere bei guter Pflege weit über 20 Jahre alt werden.
Da die Tiere, insbesondere die Männchen, innerhalb der Gruppe Revierverhalten zeigen können und untereinander aggressiv auftreten, werden sie selbst in großen Aquarien entgegen ihrer Natur als Schwarmfische oftmals als Einzelfische gehalten.
Waben-Schilderwelse können mit kleinen Fischen problemlos zusammen gehalten werden. Lediglich während der Fütterung kann es vorkommen, dass andere Bodenfische verdrängt werden. Daher sollte das Futter separat gegeben und an Rückzugsmöglichkeiten gedacht werden.

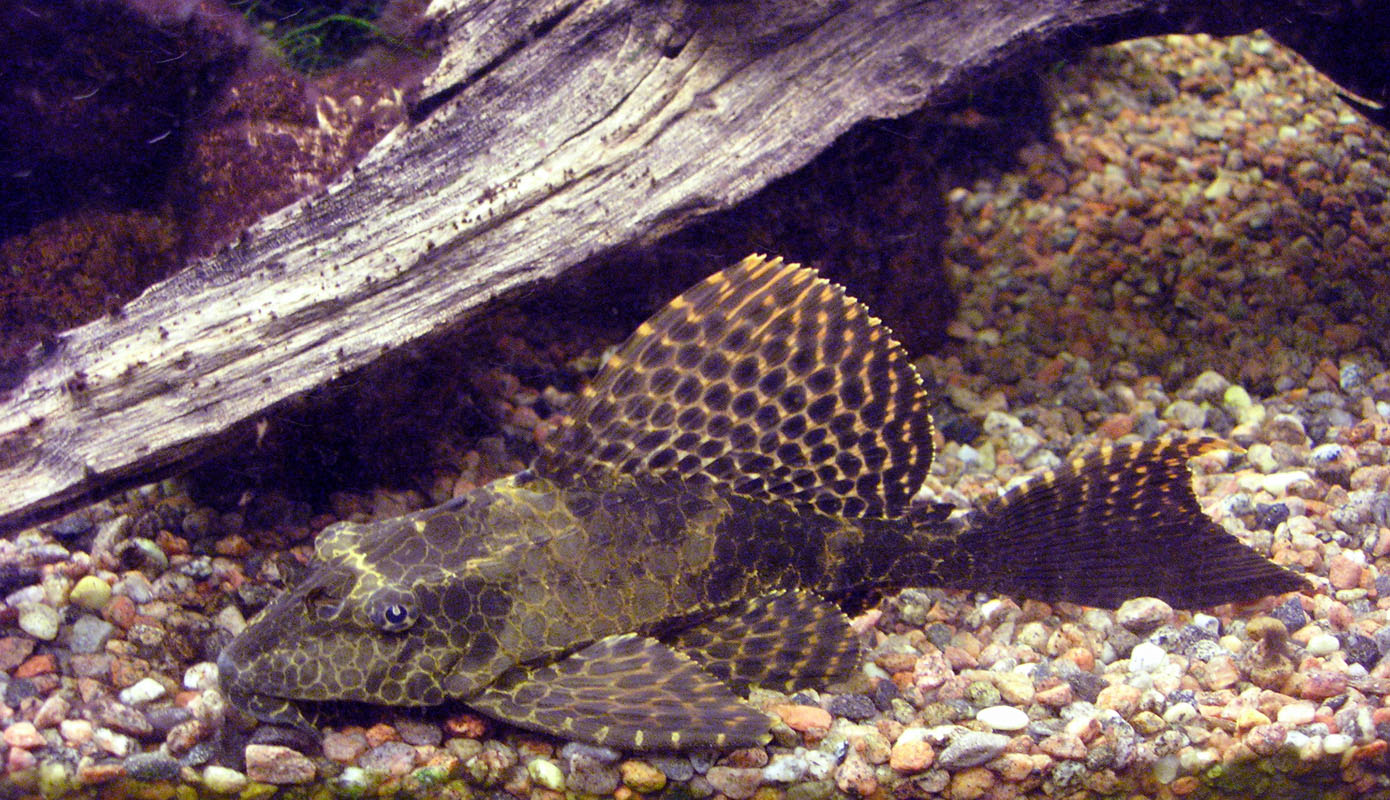
Waben-Schilderwels mit halb aufgestellter Rückenflosse

## Fortpflanzung und Zucht
Die Tiere legen in einer Höhle etwa 120 hellgelbe 3 mm große Eier ab, die vom Männchen bewacht werden. Die Jungen schwimmen vier Tage nach dem Schlupf frei. Bei Jungtieren bis zu einer Größe von etwa fünf Zentimetern besteht eine hohe Sterblichkeit. Die Gründe hierfür sind noch nicht bekannt.
Waben-Schilderwelse wurden bereits in Gefangenschaft vermehrt. Wie 1980 von einer niederländischen Fachzeitschrift dokumentiert, wurde das Ablaichen durch einen vollständigen Wasserwechsel initiiert. Für die Zucht ist es förderlich, höhlenartige Verstecke zu bieten. In Zuchtfarmen werden Rohre in Teiche eingesetzt, um den Fischen geeignete Verstecke zu bieten.
Aufgrund der zu erwartenden Größe adulter Tiere und der daraus folgenden niedrigen Nachfrage ist jedoch kritisch zu betrachten, ob die Nachzucht erstrebenswert ist.

### Geschlechtsmerkmale
Verglichen mit den Weibchen weisen die Männchen eine größere Rückenflosse sowie eine breitere und längere Kopfpartie auf. Bei geschlechtsreifen Exemplaren kann das Geschlecht zusätzlich anhand der Körperproportionen festgestellt werden. Ferner ist die Unterscheidung anhand der Geschlechtspapille möglich.